# Phòng không Liên Xô
Voyska PVO (tiếng Nga: Войска ПВО, hoặc PVO strany từ năm 1981) là quân chủng phòng không của quân đội Liên Xô. PVO là viết tắt của protivovozdushnaya oborona hoặc "Phòng không". Không giống quân chủng phòng không của các nước Phương Tây, PVO Teritorii Strany là một quân chủng độc lập, không thuộc lực lượng Không quân Xô viết (VVS). Trong thời kỳ Liên Xô tồn tại, quân chủng này là lực lượng quan trọng thứ ba sau Binh chủng tên lửa chiến lược và Hồng quân.
Trong khi những bước chuẩn bị cho sự thành lậo lực lượng phòng không mở đầu vào năm 1932, và bắt đầu trong Chiến tranh Thế giới II đã có 13 vùng trong các quân khu có các đơn vị chiến đấu của PVO, sự lớn mạnh thực sự của Quân chủng đã diễn ra trong thời gian 4 năm của chiến tranh. Trong Chiến tranh thế giới II, đã hình thành các đơn vị thuộc các phương diện quân, tập đoàn quân không quân và lực lượng thuộc quân khu của PVO, như Tập đoàn quân phòng không Baku. Với quy mô như vậy, các phương diện quân PVO (tiếng Nga: Фронты ПВО) có lực sử hoạt động như sau:
- Phương diện quân PVO Tây
  - Lần thứ nhất được hình thành trong thời gian 29 tháng 6 năm 1943 - 20 tháng 4 năm 1944, sau đó được đại bản doanh tối cao đổi tên thành Phương diên quân PVO Bắc
  - Lần thứ hai được hình thành trong thời gian 24 tháng 12 năm 1944 - 9 tháng 5 năm 1945, do đại bản doanh tối cao tái thành lập, Phương diên quân PVO Bắc
- Phương diện quân PVO Moskva 6 tháng 4 năm 1942 - 10 tháng 7 năm 1943, do đại bản doanh tối cao tái thành lập, vùng quân đoàn PVO Moskva; thuộc đại bản doanh, Tập đoàn quân Cận vệ PVO Moskva
- Phương diện quân PVO Bắc 21 tháng 4 năm 1944 - 23 tháng 12 năm 1944 do đại bản doanh tối cao thành lập, Phương diện quân PVO Tây (thành lập lần đầu); thuộc đại bản doanh, Phương diện quân PVO Tây (thành lập lần hai)
- Phương diện quân PVO Tây Nam 24 tháng 12 năm 1944 - 9 tháng 5 năm 1945 do đại bản doanh tối cao thành lập, Phương diện quân PVO Nam
- Phương diện quân PVO Nam 21 tháng 4 năm 1944 - 24 tháng 12 năm 1944 do đại bản doanh tối cao thành lập, Phương diện quân PVO Đông; thuộc đại bản doanh, Phương diện quân PVO Tây Nam

Đây không phải là những nhầm lẫn với các đơn vị trùng tên, và thường bao trùm không phận thuộc vài phương diện quân.
Cho đến cải cách năm 1949 trong Lực lượng vũ trang Liên Xô, bộ phận hợp thành của không quân đã bị chia sẻ (kể từ năm 1945) vào trong các đơn vị:
- Tập đoàn quân không quân xung kích (tiếng Nga: Действующая армия) được chỉ định chiến đấu trong các Phương diện quân được biết đến với tên gọi Hàng không phương diện quân.
- Lực lượng PVO bảo vệ lãnh thổ (voiska PVO teritorii Strany) (tiếng Nga: Войска ПВО территории страны)
- Tập đoàn quân thuộc PVO trên toàn bộ lãnh thổ (tiếng Nga: армия ПВО территории страны)
- Các đơn vị dự trực thuộc STAVKA của Bộ tư lệnh tối cao (tiếng Nga: Резерв Ставки ВГК)
- PVO thuộc các quân khu (tiếng Nga: Военные округа)
- PVO thuộc các Phương diện quân ít hoạt động (tiếng Nga: недействующие фронты)

Tổng tư lệnh đầu tiên của quân chủng là Nguyên soái Liên Xô Leonid Govorov, được chỉ định vào năm 1954.
Từ thập niên 1950, PVO giữ vai trò thiết yếu để sẵn sàng đánh chặn những máy bay ném bom thuộc Bộ tư lệnh không quân chiến lược Hoa Kỳ và máy bay trinh sát nếu chúng xâm nhập vào không phận Liên Xô. Có một số máy bay của Hoa Kỳ đã bị bắn hạ trong khi đang hoạt động xung quanh biên giới của Liên Xô, nhưng chiến thắng quan trọng của PVO diễn ra vào ngày 1 tháng 5-1960, khi một tên lửa S-75 Dvina bắn hạ chiếc máy bay U-2 của Gary Powers, đây là nguyên nhân gây ra Cuộc khủng hoảng U-2 1960. PVO có một chuỗi các bộ tư lệnh, trường học, hệ thống radar và tram thăm dò. Nó bao gồm ba nhánh chính; các đơn vị máy bay tiêm kích đánh chặn, kỹ thuật radio, và tên lửa đất đối không (hay "các đơn vị tên lửa cực điểm"). Từ giữa thập niên 1960, PRO-đơn vị phòng không chống tên lửa và PKO-đơn vị phòng thủ không gian, được quân đội phát triển, dần dần hình thành cơ sở của Lực lượng Không gian Nga. Tổ chức gồm có hai quân khu chính của PVO trong lịch sử sau chiến tranh của Liên Xô là Moscow và Baku, và phần còn lại của Liên Xô được phân vào các khu vực khác của PVO.
Trong một cuộc cải tổ lại vào năm 1981, Voyska PVO đã có nhiều tài sản dùng trong huấn luyện và thuộc các bộ tư lệnh và điều khiển phải chuyển cho Không quân.
Ngày 1 tháng 9-1983, các máy bay tiêm kích của PVO đã bắn hạ máy bay mang số hiệu Chuyến bay Korean Air 007 (KAL 007), sau khi các quan chức của PVO nhận thấy chắc chắn máy bay dân dụng đã bay bất hợp pháp vào vùng hạn chế bay của Liên Xô, họ tin rằng đây là một máy bay gián điệp. Trước đó chuyến bay Korean Air 902 cũng đã một lần bay vào vùng không phận Murmansk, và phải hạ cánh khẩn cấp khi một chiếc Su-15 của Không quân Xô viết bắn vào. Những quan chức chính phủ Xô viết cuối cùng đã xin lỗi do sự giận dữ của chính phủ Hàn Quốc và Mỹ.
Chuyến bay của Mathias Rust tới Moskva vào tháng 5 năm 1987 là nguyên nhân tạo nên một sự tổ chức lại to lớn trong PVO. Có vẻ như sau khi bắn hạ KAL 007 vào năm 1983, không ai muốn đưa ra mệnh lệnh để đưa chiếc Cessna của Rust xuống, và chương trình hiện đại hóa các trạm thuộc PVO đã dẫn tới việc lắp đặt các hệ thống radar và truyền thông tại biên giới quốc gia, nhưng không có hiệu quả theo dõi dữ liệu tới hệ thống chặt chẽ tại Moscow. Tổng tư lệnh PVO là A.I. Koldunov là một trong số những người sẽ phải chuyển đi. Hơn 150 sĩ quan, phần lớn từ PVO, đã phải ra tòa án binh và bị sa thải khỏi vị trí công tác. Một sự đảo lộn quy mô lớn các sĩ quan cao cấp đã diễn ra sau đó.
Năm 1998, các lực lượng chiến đấu và tham mưu thuộc PVO tại Nga đã hợp nhất với Không quân Nga. 
Ngày các đơn vị phòng không quốc gia(Den' Voysk PVO Strany) được kỷ niệm vào 10 tháng 4 hàng năm tại Liên Xô.

## Tai tiếng

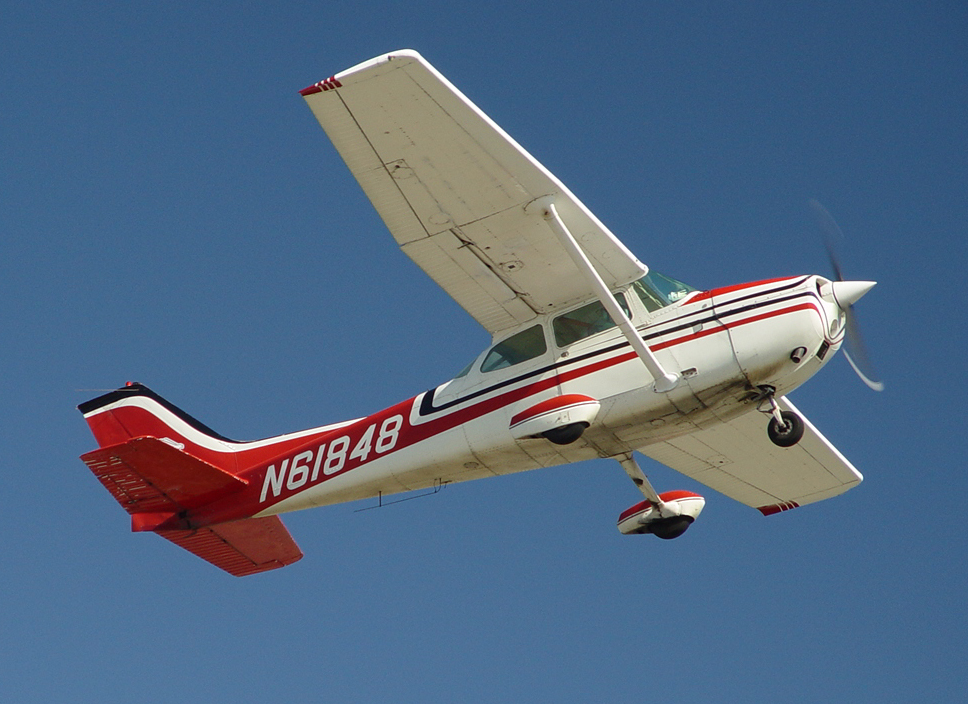
Một máy bay Cessna 172 tương tự chiếc của Mathias Rust

Ngày 28/5/1987, Mathias Rust, một thanh niên Tây Đức 19 tuổi đã lái chiếc máy bay hạng nhẹ cánh quạt Cessna 172B Skyhawk hạ cánh xuống Quảng trường Đỏ. Hạ cánh xuống Quảng trường Đỏ, Rust ký tặng cho những người hiếu kỳ và mãi lúc sau mới bị cảnh sát bắt giữ. Bộ trưởng Quốc phòng Sergey Sokolov, 75 tuổi ngay lập tức bị cho về hưu còn Tư lệnh lực lượng Phòng không Không quân Liên Xô Aleksandr Koldunov bị cách chức và gần 1.000 tướng lĩnh, sĩ quan cao cấp trong lực lượng này cũng cùng chung số phận.
Tuy trước tòa, Rust nói rằng mình bay đến Moskva chỉ là kêu gọi hòa bình nhưng hành động của anh bị coi là trái pháp luật, vi phạm Luật hàng không của Liên Xô và nhận mức án 4 năm tù giam nhưng chỉ phải ngồi tù 432 ngày thì Rust được ân xá.

## Các tổng tư lệnh
- Nguyên soái Liên Xô Leonid Govorov 1954 - 1955
- Nguyên soái Liên Xô Sergei Biriuzov 1955 - 1962
- Nguyên soái Không quân V.A. Sudets 1962 - 1966
- Nguyên soái Liên Xô Pavel Batitsky 1966 - 1978
- Chánh nguyên soái Không quân A.I. Koldunov 1978 - tháng 5 năm 1987
- Đại tướng Không quân I.M. Тretyak 31 tháng 5 năm 1987 - 24 tháng 8 năm 1991

## Cấu trúc
Cấu trúc tạo thành PVO trong suốt thời kỳ Chiến tranh Lạnh và tại Nga cho đến năm 1998 gồm có ba nhánh chuyên dụng: các đơn vị Kỹ thuật radio (радиотехнические войска), các đơn vị Tên lửa đất đối không (зенитно-ракетные войска), và Hàng không tiêm kích (истребительная авиация). Các tập đoàn quân, quân đoàn, và sư đoàn thuộc PVO đều được cấu thành từ các đơn vị thuộc ba nhánh này.
- Quân khu Moskva thuộc PVO (hiện nay là Russian Bộ tư lệnh mục đích đặc biệt)
- Tập đoàn quân không quân 2 (Quân khu Belorussia)
  - Quân đoàn 11 và 28 thuộc PVO
- Tập đoàn quân 4 thuộc PVO (HQ Sverdlovsk)
  - Quân đoàn 5 và 19 thuộc PVO
- Tập đoàn quân 6 thuộc PVO (Quân khu Leningrad)
  - Quân đoàn 27, Riga, Quân đoàn 54, và Su đoàn 14 thuộc PVO, Tallinn
- Tập đoàn quân 8 thuộc PVO (HQ Kiev)
  - Quân đoàn 49 và 60 thuộc PVO
- Tập đoàn quân 10 thuộc PVO (HQ Murmansk)
  - Quân đoàn 21 và 22, Sư đoàn 22 thuộc PVO
- Tập đoàn quân Cờ đỏ 11 thuộc PVO (Quân khu Viễn Đông)
  - Quân đoàn 8 và 23, và Sư đoàn 6, 24, và 29 thuộc PVO
- Tập đoàn quân 12 thuộc PVO (HQ Tashkent)
  - Quân đoàn 24 và 37 thuộc PVO
- Tập đoàn quân không quân 14 (Quân khu Siberia)
  - Quân đoàn 38, 39, 50 và 56 (Semipalatinsk) và Sư đoàn 41 thuộc PVO
- Tập đoàn quân 19 thuộc PVO(Quân khu Transcaucasia)
  - Quân đoàn 14 thuộc PVO (Tblisi)
  - Quân đoàn 51 thuộc PVO (Rostov-na-Donu)
  - Sư đoàn 10 thuộc PVO (Volvograd)
  - Sư đoàn Cờ đỏ 7 Lvov thuộc PVO (Baku)

Tập đoàn quân 19 PVO giải thể vào ngày 1 tháng 4-1993, toàn bộ trang thiết bị được chuyển giao cho Bộ quốc phòng Gruzia.

## Các loại khí tài (1987 - 1990)

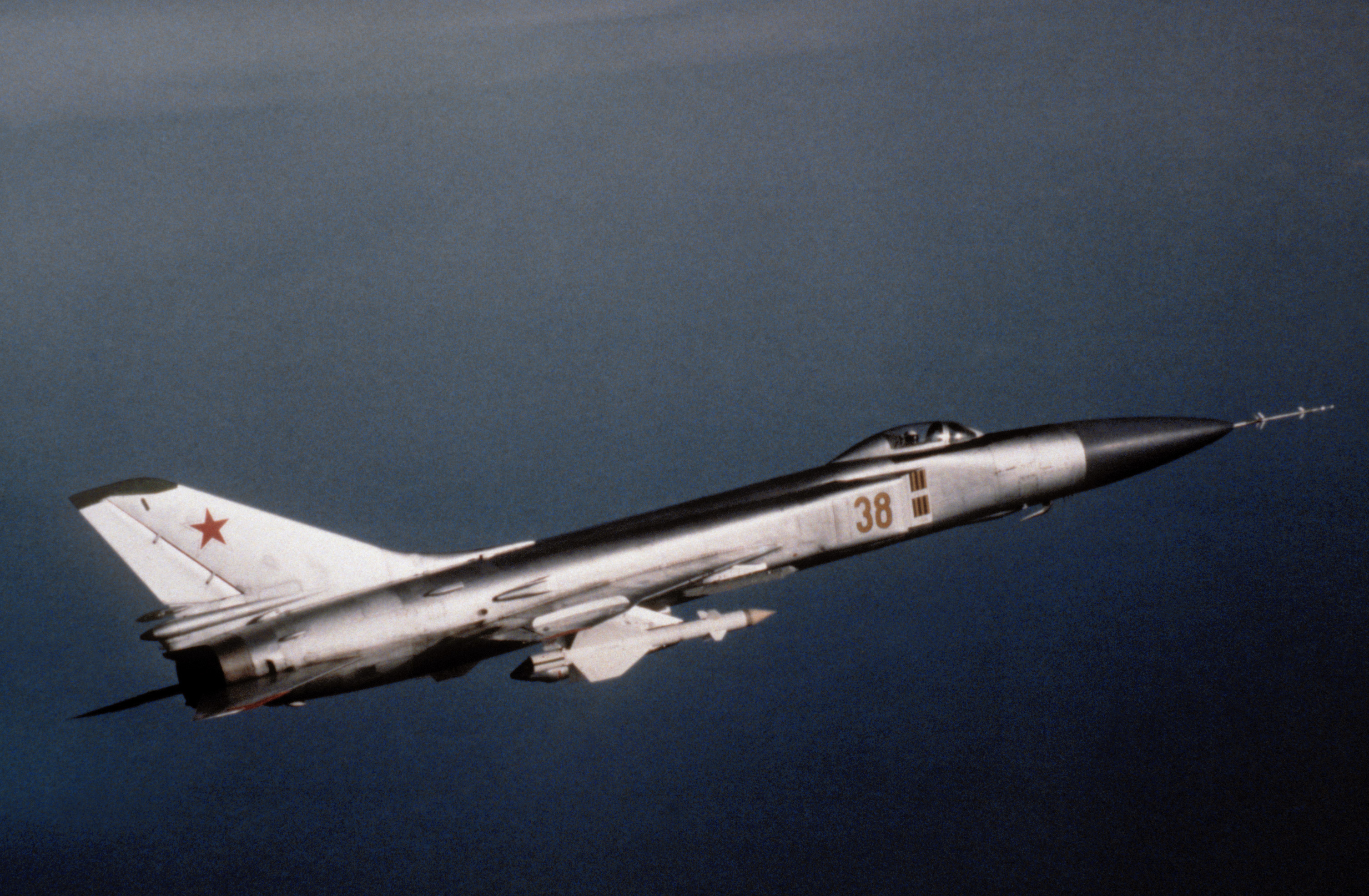
Sukhoi Su-15 Flagon

Bản kiểm kê các loại khí tài của PVO năm 1987 gồm:
1210 máy bay tiêm kích đánh chặn
420 Mikoyan-Gurevich MiG-23 Flogger
305 Mikoyan-Gurevich MiG-25 Foxbat
240 Sukhoi Su-15 Flagon
5 Sukhoi Su-27 Flanker
80 Tupolev Tu-28 Fiddler
65 Yakovlev Yak-28 Firebar
95 Mikoyan MiG-31 Foxhound
Máy bay AWACS
7 Tupolev Tu-126 Moss
1 Beriev A-50 Mainstay
Các tên lửa đất đối không đang hoạt động năm 1990 gồm:
1.400 S-25 Berkut - sau đó được thay thế một phần bởi Almaz S-300 và được mong đợi để thay thế bởi Almaz S-400 Triumf
2.400 Lavochkin S-75 Dvina
1.000 Isayev S-125 Neva\Pechora - 300+ bệ phóng cố định, 2 hoặc 4 bệ phóng cơ động (đường bộ và đường sắt)
1.950 Almaz S-200 Angara\Vega\Dubna - 130 bệ phóng
1.700 Almaz S-300 - 85 bệ phóng, 15 bệ khác lúc đó đang chế tạo